# Smerinthulus witti
Smerinthulus witti là một loài bướm đêm thuộc họ Sphingidae. Nó được tìm thấy ở Vân Nam và Quảng Tây in Trung Quốc.